# Nassinia petaviaria
Nassinia petaviaria är en fjärilsart som beskrevs av Jacob Hübner 1823. Nassinia petaviaria ingår i släktet Nassinia och familjen mätare. Inga underarter finns listade i Catalogue of Life.